# Kittitas County
Kittitas County je okres ve státě Washington ve Spojených státech amerických. K roku 2010 zde žilo 40 915 obyvatel. Správním městem okresu je Ellensburg. Celková rozloha okresu činí 6 042 km².